# Seznam pavouků Česka
Abecední seznam českých pavouků rozdělený podle příslušných čeledí, doplněný popisem skupin obývajících území Česka.

## Pavouci České republiky

#### Agelenidae
- pokoutník nálevkovitý Agelena labyrinthica (Clerck, 1757)
- pokoutník štíhlý Allagelena gracilens (C. L. Koch, 1841)
- punčoškář horský Coelotes atropos (Walckenaer, 1830)
- punčoškář zemní Coelotes terrestris (Wider, 1834)
- pokoutník stepní Eratigena agrestis (Walckenaer, 1802)
- pokoutník tmavý Eratigena atrica (C. L. Koch, 1843)
- pokoutník hajní Histopona torpida (C. L. Koch, 1837)
- punčoškář lesní Inermocoelotes inermis (L. Koch, 1855)
- pokoutník polní Tegenaria campestris (C. L. Koch, 1834)
- pokoutník domácí Tegenaria domestica (Clerck, 1757)
- pokoutník stájový Tegenaria ferruginea (Panzer, 1804)
- Tegenaria parietina (Fourcroy, 1785)
- pokoutník lesní Tegenaria silvestris L. Koch, 1872
- pokoutník ocasatý Textrix denticulata (Olivier, 1789)

#### Amaurobiidae
- cedivka Erberova Amaurobius erberi (Keyserling, 1863)
- cedivka podkorní Amaurobius fenestralis (Ström, 1768)
- cedivka domovní Amaurobius ferox (Walckenaer, 1830)
- cedivka hajní Amaurobius jugorum L. Koch, 1868
- cedivka lesní Callobius claustrarius (Hahn, 1833)

#### Anapidae
- anapa buková Comaroma simoni Bertkau, 1889

#### Anyphaenidae
- šplhalka keřová Anyphaena accentuata (Walckenaer, 1802)
- šplhalka tmavá Anyphaena furva Miller, 1967

#### Araneidae
- křižák skvostný Aculepeira ceropegia (Walckenaer, 1802)
- křižák pýřitý Agalenatea redii (Scopoli, 1763)
- křižák načervenalý Araneus alsine (Walckenaer, 1802)
- křižák velký Araneus angulatus Clerck, 1757
- křižák obecný Araneus diadematus Clerck, 1757
- křižák mramorovaný Araneus marmoreus Clerck, 1757
- křižák Nordmannův Araneus nordmanni (Thorell, 1870)
- křižák čtyřskvrnný Araneus quadratus Clerck, 1757
- křižák stromový Araneus saevus (L. Koch, 1872)
- křižák Sturmův Araneus sturmi (Hahn, 1831)
- křižák trojtečný Araneus triguttatus (Fabricius, 1775)
- křižák horský Araniella alpica (L. Koch, 1869)
- křižák zelený Araniella cucurbitina (Clerck, 1757)
- křižák borový Araniella displicata (Hentz, 1847)
- křižák nenápadný Araniella inconspicua (Simon, 1874)
- křižák dubový Araniella opisthographa (Kulczyński, 1905)
- křižák pruhovaný Argiope bruennichi (Scopoli, 1772)
- křižák trnečkový Cercidia prominens (Westring, 1851)
- křižák vířivý Cyclosa conica (Pallas, 1772)
- křižák trojlaločný Cyclosa oculata (Walckenaer, 1802)
- křižák dvouhrbý Gibbaranea bituberculata (Walckenaer, 1802)
- křižák hrbatý Gibbaranea gibbosa (Walckenaer, 1802)
- křižák smrkový Gibbaranea omoeda (Thorell, 1870)
- křižák Ullrichův Gibbaranea ullrichi (Hahn, 1835)
- křižák vřesový Hypsosinga albovittata (Westring, 1851)
- křižák Herův Hypsosinga heri (Hahn, 1831)
- křižák trpasličí Hypsosinga pygmaea (Sundevall, 1831)
- křižák červený Hypsosinga sanguinea (C. L. Koch, 1844)
- křižák rákosový Larinia elegans Spassky, 1939
- křižák rákosní Larinioides cornutus (Clerck, 1757)
- křižák rudohnědý Larinioides ixobolus (Thorell, 1873)
- křižák keřový Larinioides patagiatus (Clerck, 1757)
- křižák mostní Larinioides sclopetarius (Clerck, 1757)
- křižák plachý Larinioides suspicax (O. Pickard-Cambridge, 1876)
- křižák Strömův Leviellus stroemi (Thorell, 1870)
- křižák Thorellův Leviellus thorelli (Ausserer, 1871)
- křižák luční Mangora acalypha (Walckenaer, 1802)
- křižák vlnovkový Neoscona adianta (Walckenaer, 1802)
- křižák rašelinný Nuctenea silvicultrix (C. L. Koch, 1835)
- křižák podkorní Nuctenea umbratica (Clerck, 1757)
- křižák příčnopruhý Singa hamata (Clerck, 1757)
- křižák lesklý Singa nitidula C. L. Koch, 1844
- křižák hajní Zilla diodia (Walckenaer, 1802)
- křižák stříbřitý Zygiella atrica (C. L. Koch, 1845)
- křižák lesní Zygiella montana (C. L. Koch, 1834)
- křižák okenní Zygiella x-notata (Clerck, 1757)

#### Atypidae
- sklípkánek hnědý Atypus affinis Eichwald, 1830
- sklípkánek pontický Atypus muralis Bertkau, 1890
- sklípkánek černý Atypus piceus (Sulzer, 1776)

#### Cheiracanthiidae
- zápřednice ladní Cheiracanthium campestre Lohmander, 1944
- zápřednice ostruhová Cheiracanthium effossum Herman, 1879
- zápřednice ozdobná Cheiracanthium elegans Thorell, 1875
- zápřednice mokřadní Cheiracanthium erraticum (Walckenaer, 1802)
- zápřednice Mildeova Cheiracanthium mildei L. Koch, 1864
- zápřednice karmínová Cheiracanthium montanum L. Koch, 1877
- zápřednice křovinná Cheiracanthium oncognathum Thorell, 1871
- zápřednice Pennyova Cheiracanthium pennyi O. Pickard-Cambridge, 1873
- zápřednice jedovatá Cheiracanthium punctorium (Villers, 1789)
- zápřednice zelenavá Cheiracanthium virescens (Sundevall, 1833)

#### Clubionidae
- zápředník horský Clubiona alpicola Kulczyński, 1882
- zápředník krátkonohý Clubiona brevipes Blackwall, 1841
- zápředník listový Clubiona caerulescens L. Koch, 1867
- zápředník lesní Clubiona comta C. L. Koch, 1839
- zápředník korový Clubiona corticalis (Walckenaer, 1802)
- zápředník mechový Clubiona diversa O. Pickard-Cambridge, 1862
- zápředník větvový Clubiona frutetorum L. Koch, 1867
- zápředník německý Clubiona germanica Thorell, 1871
- zápředník rybniční Clubiona juvenis Simon, 1878
- zápředník Kulczyńského Clubiona kulczynskii Lessert, 1905
- zápředník žlutý Clubiona lutescens Westring, 1851
- zápředník mramorovaný Clubiona marmorata L. Koch, 1866
- zápředník trávní Clubiona neglecta O. Pickard-Cambridge, 1862
- zápředník severský Clubiona norvegica Strand, 1900
- zápředník keřový Clubiona pallidula (Clerck, 1757)
- zápředník rákosní Clubiona phragmitis C. L. Koch, 1843
- zápředník trávový Clubiona pseudoneglecta Wunderlich, 1994
- zápředník tmavý Clubiona reclusa O. Pickard-Cambridge, 1863
- zápředník skalní Clubiona saxatilis L. Koch, 1867
- zápředník štěrkový Clubiona similis L. Koch, 1867
- zápředník vlhkomilný Clubiona stagnatilis Kulczyński, 1897
- zápředník podkorní Clubiona subsultans Thorell, 1875
- zápředník drobný Clubiona subtilis L. Koch, 1867
- zápředník zemní Clubiona terrestris Westring, 1851
- zápředník obecný Clubiona trivialis C. L. Koch, 1843
- zápředník stepní Porrhoclubiona genevensis (L. Koch, 1866)
- zápředník západní Porrhoclubiona leucaspis (Simon, 1932)

#### Cybaeidae
- pastínomil lesní Cryphoeca silvicola (C. L. Koch, 1834)
- stínomil lesní Cybaeus angustiarum L. Koch, 1868
- stínomil ponurý Cybaeus tetricus C. L. Koch, 1839
- papříčnatka mravencomilná Mastigusa arietina (Thorell, 1871)

#### Dictynidae
- cedivečka Millerova Altella biuncata (Miller, 1949)
- cedivečka stepní Archaeodictyna consecuta (O. Pickard-Cambridge, 1872)
- cedivečka nejmenší Archaeodictyna minutissima (Miller, 1958)
- cedivečka pobřežní Argenna patula (Simon, 1874)
- cedivečka tmavá Argenna subnigra (O. Pickard-Cambridge, 1861)
- vodouch stříbřitý Argyroneta aquatica (Clerck, 1757)
- cedivečka zápřední Brigittea civica (Lucas, 1850)
- cedivečka černá Brigittea latens (Fabricius, 1775)
- cedivečka sousedská Brigittea vicina (Simon, 1873)
- cedivečka mečovitá Brommella falcigera (Balogh, 1935)
- cedivečka obecná Dictyna arundinacea (Linnaeus, 1758)
- cedivečka velká Dictyna major Menge, 1869
- cedivečka menší Dictyna pusilla Thorell, 1856
- cedivečka Szabova Dictyna szaboi Chyzer, 1891
- cedivečka plotová Dictyna uncinata Thorell, 1856
- cedivečka srpovitá Emblyna annulipes (Blackwall, 1846)
- cedivečka krátkozubá Emblyna brevidens (Kulczyński, 1897)
- cedivečka jemná Emblyna mitis (Thorell, 1875)
- Lathys heterophthalma Kulczyński, 1891
- cedivečka kroužkovaná Lathys humilis (Blackwall, 1855)
- cedivečka hnědá Lathys stigmatisata (Menge, 1869)
- cedivečka doubravní Nigma flavescens (Walckenaer, 1830)
- cedivečka zelená Nigma walckenaeri (Roewer, 1951)

#### Dysderidae
- šestiočka karpatská Dasumia carpatica (Kulczyński, 1882)
- šestiočka vidlozubá Dysdera cechica Řezáč, 2018
- šestiočka velká Dysdera crocata C. L. Koch, 1838
- šestiočka rudá Dysdera erythrina (Walckenaer, 1802)
- šestiočka uherská Dysdera hungarica Kulczyński, 1897
- šestiočka kaštanová Dysdera lantosquensis Simon, 1882
- šestiočka důlkatá Dysdera moravica Řezáč, 2014
- šestiočka stepní Dysdera ninnii Canestrini, 1868
- šestiočka štíhlá Harpactea hombergi (Scopoli, 1763)
- šestiočka obecná Harpactea lepida (C. L. Koch, 1838)
- šestiočka ryšavá Harpactea rubicunda (C. L. Koch, 1838)

#### Eresidae
- stepník pálavský Eresus hermani Kovács, Prazsák, Eichardt, Vári & Gyurkovics, 2015
- stepník rudý Eresus kollari Rossi, 1846
- stepník moravský Eresus moravicus Řezáč, 2008
- stepník černonohý Eresus sandaliatus (Martini & Goeze, 1778)

#### Gnaphosidae
- skálovka opásaná Aphantaulax cincta (L. Koch, 1866)
- skálovka popelavá Berlandina cinerea (Menge, 1872)
- skálovka mravencožravá Callilepis nocturna (Linnaeus, 1758)
- skálovka Schuszterova Callilepis schuszteri (Herman, 1879)
- skálovka kavkazská Civizelotes caucasius (L. Koch, 1866)
- skálovka štíhlá Civizelotes gracilis (Canestrini, 1868)
- skálovka trpasličí Civizelotes pygmaeus (Miller, 1943)
- skálovka uherská Cryptodrassus hungaricus (Balogh, 1935)
- skálovka měděná Drassodes cupreus (Blackwall, 1834)
- skálovka žlutavá Drassodes lapidosus (Walckenaer, 1802)
- skálovka pýřitá Drassodes pubescens (Thorell, 1856)
- skálovka vlhkomilná Drassyllus lutetianus (L. Koch, 1866)
- skálovka stepní Drassyllus praeficus (L. Koch, 1866)
- skálovka brýlová Drassyllus pumilus (C. L. Koch, 1839)
- skálovka menší Drassyllus pusillus (C. L. Koch, 1833)
- skálovka vidlicová Drassyllus villicus (Thorell, 1875)
- skálovka trávostepní Drassyllus vinealis (Kulczyński, 1897)
- skálovka suťová Echemus angustifrons (Westring, 1861)
- skálovka horská Gnaphosa badia (L. Koch, 1866)
- skálovka žlutonohá Gnaphosa bicolor (Hahn, 1833)
- skálovka doubravní Gnaphosa inconspecta Simon, 1878
- skálovka laponská Gnaphosa lapponum (L. Koch, 1866)
- skálovka velká Gnaphosa lucifuga (Walckenaer, 1802)
- skálovka smuteční Gnaphosa lugubris (C. L. Koch, 1839)
- skálovka bažinná Gnaphosa microps Holm, 1939
- skálovka panonská Gnaphosa modestior Kulczyński, 1897
- skálovka podkorní Gnaphosa montana (L. Koch, 1866)
- skálovka mokřadní Gnaphosa nigerrima L. Koch, 1877
- skálovka suchomilná Gnaphosa opaca Herman, 1879
- skálovka česká Haplodrassus bohemicus Miller & Buchar, 1977
- skálovka hvozdní Haplodrassus cognatus (Westring, 1861)
- skálovka dalmatská Haplodrassus dalmatensis (L. Koch, 1866)
- skálovka ozubená Haplodrassus kulczynskii Lohmander, 1942
- skálovka drobná Haplodrassus minor (O. Pickard-Cambridge, 1879)
- skálovka močálová Haplodrassus moderatus (Kulczyński, 1897)
- skálovka šedá Haplodrassus signifer (C. L. Koch, 1839)
- skálovka lesní Haplodrassus silvestris (Blackwall, 1833)
- skálovka Sörensenova Haplodrassus soerenseni (Strand, 1900)
- skálovka stínomilná Haplodrassus umbratilis (L. Koch, 1866)
- skálovka úhledná Kishidaia conspicua (L. Koch, 1866)
- mikarie kovová Micaria aenea Thorell, 1871
- mikarie bělostuhá Micaria albovittata (Lucas, 1846)
- mikarie duhová Micaria dives (Lucas, 1846)
- mikarie mravencovitá Micaria formicaria (Sundevall, 1831)
- mikarie třpytná Micaria fulgens (Walckenaer, 1802)
- mikarie berlovitá Micaria guttulata (C. L. Koch, 1839)
- mikarie Lenzova Micaria lenzi Bösenberg, 1899
- Micaria micans (Blackwall, 1858)
- mikarie záhadná Micaria nivosa L. Koch, 1866
- mikarie travní Micaria pulicaria (Sundevall, 1831)
- mikarie slezská Micaria silesiaca L. Koch, 1875
- mikarie pospolitá Micaria sociabilis Kulczyński, 1897
- mikarie kmenová Micaria subopaca Westring, 1861
- skálovka šestitečná Phaeocedus braccatus (L. Koch, 1866)
- skálovka čtyřskvrnná Scotophaeus quadripunctatus (Linnaeus, 1758)
- skálovka domácí Scotophaeus scutulatus (L. Koch, 1866)
- skálovka štítová Sosticus loricatus (L. Koch, 1866)
- skálovka černá Trachyzelotes pedestris (C. L. Koch, 1837)
- skálovka červená Urozelotes rusticus (L. Koch, 1872)
- skálovka kovová Zelotes aeneus (Simon, 1878)
- skálovka hajní Zelotes apricorum (L. Koch, 1876)
- skálovka zoubkovaná Zelotes atrocaeruleus (Simon, 1878)
- skálovka oranžová Zelotes aurantiacus Miller, 1967
- skálovka cibulová Zelotes clivicola (L. Koch, 1870)
- skálovka dvoubarvá Zelotes electus (C. L. Koch, 1839)
- skálovka řemínková Zelotes erebeus (Thorell, 1871)
- skálovka malá Zelotes exiguus (Müller & Schenkel, 1895)
- Skálovka Hermanova Zelotes hermani (Chyzer, 1897)
- skálovka Latreilleova Zelotes latreillei (Simon, 1878)
- skálovka dlouhonohá Zelotes longipes (L. Koch, 1866)
- Zelotes mundus (Kulczyński, 1897)
- skálovka otazníková Zelotes petrensis (C. L. Koch, 1839)
- skálovka pustinná Zelotes puritanus Chamberlin, 1922
- skálovka vydělená Zelotes segrex (Simon, 1878)
- skálovka zemní Zelotes subterraneus (C. L. Koch, 1833)

#### Hahniidae
- příčnatka bažinná Antistea elegans (Blackwall, 1841)
- papříčnatka podzimní Cicurina cicur (Fabricius, 1793)
- příčnatka žlutavá Hahnia helveola Simon, 1875
- příčnatka stepní Hahnia nava (Blackwall, 1841)
- příčnatka hřebínková Hahnia ononidum Simon, 1875
- příčnatka drobná Hahnia pusilla C. L. Koch, 1841
- příčnatka pestrá Hahniharmia picta (Kulczyński, 1897)
- příčnatka světlá Iberina candida (Simon, 1875)
- příčnatka tmavá Iberina difficilis (Harm, 1966)
- příčnatka drobnooká Iberina microphthalma (Snazell & Duffey, 1980)
- příčnatka horská Iberina montana (Blackwall, 1841)

#### Linyphiidae
- pavučenka hvozdní Abacoproeces saltuum (L. Koch, 1872)
- pavučenka malooká Acartauchenius scurrilis (O. Pickard-Cambridge, 1873)
- plachetnatka borůvková Agnyphantes expunctus (O. Pickard-Cambridge, 1875)
- plachetnatka trávová Agyneta affinis (Kulczyński, 1898)
- plachetnatka makadlová Agyneta cauta (O. Pickard-Cambridge, 1903)
- plachetnatka prosedlaná Agyneta conigera (O. Pickard-Cambridge, 1863)
- plachetnatka rašelinná Agyneta decora (O. Pickard-Cambridge, 1871)
- plachetnatka trávní Agyneta equestris (L. Koch, 1881)
- plachetnatka zoubkatá Agyneta fuscipalpa (C. L. Koch, 1836)
- plachetnatka kmenová Agyneta innotabilis (O. Pickard-Cambridge, 1863)
- plachetnatka Millerova Agyneta milleri (Thaler, Buchar & Kůrka, 1997)
- plachetnatka luční Agyneta mollis (O. Pickard-Cambridge, 1871)
- plachetnatka větvitá Agyneta ramosa Jackson, 1912
- plachetnatka obecná Agyneta rurestris (C. L. Koch, 1836)
- plachetnatka zrníčková Agyneta saxatilis (Blackwall, 1844)
- plachetnatka suchopárová Agyneta simplicitarsis (Simon, 1884)
- plachetnatka mokřadní Agyneta subtilis (O. Pickard-Cambridge, 1863)
- plachetnatka štětkovitá Allomengea scopigera (Grube, 1859)
- plachetnatka různotrnná Allomengea vidua (L. Koch, 1879)
- plachetnatka trnozubá Anguliphantes angulipalpis (Westring, 1851)
- plachetnatka Svatoňova Anguliphantes tripartitus (Miller & Svatoň, 1978)
- pavučenka rašeliništní Aphileta misera (O. Pickard-Cambridge, 1882)
- pavučenka bahnomilná Araeoncus crassiceps (Westring, 1861)
- pavučenka obecná Araeoncus humilis (Blackwall, 1841)
- pavučenka Baumova Asthenargus helveticus Schenkel, 1936
- pavučenka hákovitá Asthenargus paganus (Simon, 1884)
- pavučenka dírkatá Asthenargus perforatus Schenkel, 1929
- pavučenka břehová Baryphyma pratense (Blackwall, 1861)
- plachetnatka mokřinná Bathyphantes approximatus (O. Pickard-Cambridge, 1871)
- plachetnatka pískovcová Bucharova Bathyphantes eumenis buchari Růžička, 1988
- plachetnatka pískovcová Bathyphantes eumenis eumenis (L. Koch, 1879)
- plachetnatka vlhkomilná Bathyphantes gracilis (Blackwall, 1841)
- plachetnatka tmavá Bathyphantes nigrinus (Westring, 1851)
- plachetnatka běžná Bathyphantes parvulus (Westring, 1851)
- plachetnatka rybniční Bathyphantes setiger F. O. Pickard-Cambridge, 1894
- plachetnatka karová Bathyphantes similis Kulczyński, 1894
- plachetnatka kořenová Bolephthyphantes index (Thorell, 1856)
- plachetnatka kuželová Bolyphantes alticeps (Sundevall, 1833)
- plachetnatka žlutavá Bolyphantes luteolus (Blackwall, 1833)
- plachetnatka trpasličí Canariphantes nanus (Kulczyński, 1898)
- pavučenka slatinná Carorita limnaea (Crosby & Bishop, 1927)
- pavučenka štětinozubá Caviphantes saxetorum (Hull, 1916)
- plachetnatka štětinatá Centromerita bicolor (Blackwall, 1833)
- plachetnatka ladná Centromerita concinna (Thorell, 1875)
- plachetnatka skrytá Centromerus arcanus (O. Pickard-Cambridge, 1873)
- plachetnatka trojlaločná Centromerus brevipalpus (Menge, 1866)
- plachetnatka mateřídoušková Centromerus capucinus (Simon, 1884)
- plachetnatka kavernová Centromerus cavernarum (L. Koch, 1872)
- plachetnatka stužkovitá Centromerus dilutus (O. Pickard-Cambridge, 1875)
- plachetnatka suchomilná Centromerus incilium (L. Koch, 1881)
- plachetnatka Leruthova Centromerus leruthi Fage, 1933
- plachetnatka řemínková Centromerus levitarsis (Simon, 1884)
- plachetnatka montánní Centromerus pabulator (O. Pickard-Cambridge, 1875)
- plachetnatka záhadná Centromerus persimilis (O. Pickard-Cambridge, 1912)
- Centromerus piccolo Weiss, 1996
- plachetnatka písečná Centromerus prudens (O. Pickard-Cambridge, 1873)
- plachetnatka chlumní Centromerus sellarius (Simon, 1884)
- plachetnatka bahenní Centromerus semiater (L. Koch, 1879)
- plachetnatka pilovitá Centromerus serratus (O. Pickard-Cambridge, 1875)
- plachetnatka buková Centromerus silvicola (Kulczyński, 1887)
- plachetnatka lesní Centromerus sylvaticus (Blackwall, 1841)
- pavučenka krátkonohá Ceratinella brevipes (Westring, 1851)
- pavučenka krátká Ceratinella brevis (Wider, 1834)
- pavučenka větší Ceratinella major Kulczyński, 1894
- pavučenka důlkovaná Ceratinella scabrosa (O. Pickard-Cambridge, 1871)
- pavučenka Widerova Ceratinella wideri (Thorell, 1871)
- pavučenka stupínkatá Cinetata gradata (Simon, 1881)
- pavučenka tmavá Cnephalocotes obscurus (Blackwall, 1834)
- pavučenka lužní Collinsia distincta (Simon, 1884)
- Collinsia inerrans (O. Pickard-Cambridge, 1885)
- pavučenka černá Dicymbium nigrum (Blackwall, 1834)
- pavučenka tlustonohá Dicymbium tibiale (Blackwall, 1836)
- pavučenka dvojzubá Diplocentria bidentata (Emerton, 1882)
- pavučenka bradatá Diplocephalus cristatus (Blackwall, 1833)
- pavučenka vrbová Diplocephalus dentatus Tullgren, 1955
- pavučenka Hellerova Diplocephalus helleri (L. Koch, 1869)
- pavučenka klanohlavá Diplocephalus latifrons (O. Pickard-Cambridge, 1863)
- pavučenka trojtrnná Diplocephalus permixtus (O. Pickard-Cambridge, 1871)
- pavučenka listová Diplocephalus picinus (Blackwall, 1841)
- plachetnatka jazýčková Diplostyla concolor (Wider, 1834)
- pavučenka dvoučelá Dismodicus bifrons (Blackwall, 1841)
- pavučenka číškovitá Dismodicus elevatus (C. L. Koch, 1838)
- pavučenka rákosní Donacochara speciosa (Thorell, 1875)
- plachetnatka nákorní Drapetisca socialis (Sundevall, 1833)
- pavučenka háková Drepanotylus uncatus (O. Pickard-Cambridge, 1873)
- pavučenka dlouhohlavá Entelecara acuminata (Wider, 1834)
- pavučenka dlouhočelá Entelecara congenera (O. Pickard-Cambridge, 1879)
- pavučenka plochohlavá Entelecara erythropus (Westring, 1851)
- pavučenka žlutonohá Entelecara flavipes (Blackwall, 1834)
- pavučenka Millerova Entelecara obscura Miller, 1971
- pavučenka krátkočelá Entelecara omissa O. Pickard-Cambridge, 1903
- pavučenka létavá Erigone atra Blackwall, 1833
- pavučenka hřebenová Erigone cristatopalpus Simon, 1884
- pavučenka zoubkatá Erigone dentipalpis (Wider, 1834)
- pavučenka Jägerova  Erigone jaegeri Baehr, 1984
- pavučenka zimní Erigonella hiemalis (Blackwall, 1841)
- pavučenka bažinná Erigonella ignobilis (O. Pickard-Cambridge, 1871)
- pavučenka foveatus Erigonoplus foveatus (Dahl, 1912)
- pavučenka kulonohá Erigonoplus globipes (L. Koch, 1872)
- pavučenka Jarmilina Erigonoplus jarmilae (Miller, 1943)
- pavučenka mravenčí Evansia merens O. Pickard-Cambridge, 1901
- plachetnatka přízemní Floronia bucculenta (Clerck, 1757)
- plachetnatka myší Formiphantes lephthyphantiformis (Strand, 1907)
- plachetnatka křovinná Frontinellina frutetorum (C. L. Koch, 1835)
- pavučenka noscovitá Glyphesis servulus (Simon, 1881)
- pavučenka hřivnatá Gnathonarium dentatum (Wider, 1834)
- pavučenka dýkovitá Gonatium hilare (Thorell, 1875)
- pavučenka podivná Gonatium paradoxum (L. Koch, 1869)
- pavučenka červenavá  Gonatium rubellum (Blackwall, 1841)
- pavučenka rubínová Gonatium rubens (Blackwall, 1833)
- pavučenka bezzubá Gongylidiellum edentatum Miller, 1951
- pavučenka palcovitá Gongylidiellum latebricola (O. Pickard-Cambridge, 1871)
- pavučenka vlnková Gongylidiellum murcidum Simon, 1884
- pavučenka mokřadní Gongylidiellum vivum (O. Pickard-Cambridge, 1875)
- pavučenka rudonohá Gongylidium rufipes (Linnaeus, 1758)
- plachetnatka podzimní Helophora insignis (Blackwall, 1841)
- pavučenka různobrvá Heterotrichoncus pusillus (Miller, 1958)
- pavučenka močálová Hilaira excisa (O. Pickard-Cambridge, 1871)
- pavučenka plachetnatková Hylyphantes graminicola (Sundevall, 1830)
- pavučenka vývrtková Hylyphantes nigritus (Simon, 1881)
- pavučenka dvoulaločná Hypomma bituberculatum (Wider, 1834)
- pavučenka srnčí Hypomma cornutum (Blackwall, 1833)
- pavučenka plavá Hypomma fulvum (Bösenberg, 1902)
- pavučenka Dahlova Hypsocephalus pusillus (Menge, 1869)
- plachetnatka zebrovaná Improphantes decolor (Westring, 1861)
- plachetnatka stepní Improphantes geniculatus (Kulczyński, 1898)
- plachetnatka podzemní Improphantes improbulus (Simon, 1929)
- plachetnatka jablková Improphantes nitidus (Thorell, 1875)
- plachetnatka borová Incestophantes crucifer (Menge, 1866)
- plachetnatka Keyserlingova Ipa keyserlingi (Ausserer, 1867)
- plachetnatka čtyřskvrnná Ipa terrenus (L. Koch, 1879)
- pavučenka Falconerova Jacksonella falconeri (Jackson, 1908)
- plachetnatka zobákovitá Kaestneria dorsalis (Wider, 1834)
- plachetnatka pobřežní Kaestneria pullata (O. Pickard-Cambridge, 1863)
- plachetnatka potoční Kaestneria torrentum (Kulczyński, 1882)
- pavučenka Kratochvílova Kratochviliella bicapitata Miller, 1938
- plachetnatka pařezová Labulla thoracica (Wider, 1834)
- pavučenka srstnatá Lasiargus hirsutus (Menge, 1869)
- plachetnatka skalní Lepthyphantes leprosus (Ohlert, 1865)
- plachetnatka tlustotrnná Lepthyphantes minutus (Blackwall, 1833)
- plachetnatka lopatková Lepthyphantes nodifer Simon, 1884
- plachetnatka dýkovitá Lepthyphantes notabilis Kulczyński, 1887
- pavučenka velká Leptorhoptrum robustum (Westring, 1851)
- pavučenka dlouhonohá Lessertia dentichelis (Simon, 1884)
- plachetnatka zahradní Linyphia hortensis Sundevall, 1830
- plachetnatka teplomilná Linyphia tenuipalpis Simon, 1884
- plachetnatka keřová Linyphia triangularis (Clerck, 1757)
- pavučenka tečkovaná Lophomma punctatum (Blackwall, 1841)
- plachetnatka Carpenterova Macrargus carpenteri (O. Pickard-Cambridge, 1895)
- plachetnatka rudohnědá Macrargus rufus (Wider, 1834)
- plachetnatka smrčinová Mansuphantes arciger (Kulczyński, 1882)
- plachetnatka pentlicová Mansuphantes mansuetus (Thorell, 1875)
- plachetnatka Lehtinenova Maro lehtineni Saaristo, 1971
- plachetnatka malá Maro lepidus Casemir, 1961
- plachetnatka drobná Maro minutus O. Pickard-Cambridge, 1907
- plachetnatka nepatrná Maro sublestus Falconer, 1915
- pavučenka galská Maso gallicus Simon, 1894
- pavučenka Sundevallova Maso sundevalli (Westring, 1851)
- pavučenka ploskonosá Mecopisthes silus (O. Pickard-Cambridge, 1873)
- pavučenka severská Mecynargus morulus (O. Pickard-Cambridge, 1873)
- plachetnatka kroužkovaná Megalepthyphantes collinus (L. Koch, 1872)
- plachetnatka domácí Megalepthyphantes nebulosus (Sundevall, 1830)
- plachetnatka Saaristova Megalepthyphantes pseudocollinus Saaristo, 1997
- pavučenka trojlaločná Mermessus trilobatus (Emerton, 1882)
- pavučenka okrajová Metopobactrus ascitus (Kulczyński, 1894)
- pavučenka výčnělková Metopobactrus prominulus (O. Pickard-Cambridge, 1873)
- pavučenka tenkozubá Micrargus apertus (O. Pickard-Cambridge, 1871)
- pavučenka širokostuhá Micrargus georgescuae Millidge, 1976
- pavučenka hrabanková  Micrargus herbigradus (Blackwall, 1854)
- pavučenka hučková Micrargus subaequalis (Westring, 1851)
- pavučenka ostroostná Microctenonyx subitaneus (O. Pickard-Cambridge, 1875)
- plachetnatka hbitá Microlinyphia impigra (O. Pickard-Cambridge, 1871)
- plachetnatka bičovitá Microlinyphia pusilla (Sundevall, 1830)
- plachetnatka listová Microneta viaria (Blackwall, 1841)
- plachetnatka dutinová Midia midas (Simon, 1884)
- pavučenka vroubená Minicia marginella (Wider, 1834)
- pavučenka droboučká Minyriolus pusillus (Wider, 1834)
- pavučenka půvabná Mioxena blanda (Simon, 1884)
- pavučenka štětcovitá Moebelia penicillata (Westring, 1851)
- plachetnatka Mughova Mughiphantes mughi (Fickert, 1875)
- plachetnatka noční Mughiphantes pulcher (Kulczyński, 1881)
- pavučenka krvavá Nematogmus sanguinolentus (Walckenaer, 1841)
- plachetnatka jarní Neriene clathrata (Sundevall, 1830)
- plachetnatka smrková Neriene emphana (Walckenaer, 1841)
- plachetnatka trávomilná Neriene furtiva (O. Pickard-Cambridge, 1871)
- plachetnatka velká Neriene montana (Clerck, 1757)
- plachetnatka vlnopruhá Neriene peltata (Wider, 1834)
- plachetnatka kupolovitá Neriene radiata (Walckenaer, 1841)
- pavučenka štěrbinovitá Notioscopus sarcinatus (O. Pickard-Cambridge, 1873)
- pavučenka nosatá Nusoncus nasutus (Schenkel, 1925)
- plachetnatka růžkatá Obscuriphantes obscurus (Blackwall, 1841)
- pavučenka pobřežní Oedothorax agrestis (Blackwall, 1853)
- pavučenka rolní Oedothorax apicatus (Blackwall, 1850)
- pavučenka stejnoostná Oedothorax fuscus (Blackwall, 1834)
- pavučenka potoční Oedothorax gibbifer (Kulczyński, 1882)
- pavučenka hrbatá Oedothorax gibbosus (Blackwall, 1841)
- pavučenka vtlačená Oedothorax retusus (Westring, 1851)
- pavučenka horská Oreoneta tatrica (Kulczyński, 1915)
- plachetnatka čtyřzubá Oreonetides quadridentatus (Wunderlich, 1972)
- plachetnatka pochvatá Oreonetides vaginatus (Thorell, 1872)
- plachetnatka rašeliništní Oryphantes angulatus (O. Pickard-Cambridge, 1881)
- pavučenka novozélandská Ostearius melanopygius (O. Pickard-Cambridge, 1880)
- plachetnatka bledá Palliduphantes alutacius (Simon, 1884)
- plachetnatka vřesová Palliduphantes ericaeus (Blackwall, 1853)
- plachetnatka krtčí Palliduphantes insignis (O. Pickard-Cambridge, 1913)
- plachetnatka žlutá Palliduphantes pallidus (O. Pickard-Cambridge, 1871)
- pavučenka lesostepní Panamomops affinis Miller & Kratochvíl, 1939
- pavučenka Fageova Panamomops fagei Miller & Kratochvíl, 1939
- pavučenka nenápadná Panamomops inconspicuus (Miller & Valešová, 1964)
- pavučenka doubravní Panamomops latifrons Miller, 1959
- pavučenka ouškatá Panamomops mengei Simon, 1926
- pavučenka růžkatá Panamomops sulcifrons (Wider, 1834)
- pavučenka kulohlavá Parapelecopsis nemoralis (Blackwall, 1841)
- pavučenka zakrojená Pelecopsis elongata (Wider, 1834)
- pavučenka Mengeho Pelecopsis mengei (Simon, 1884)
- pavučenka důlečkovaná Pelecopsis parallela (Wider, 1834)
- pavučenka štítová Pelecopsis radicicola (L. Koch, 1872)
- pavučenka kruhová Peponocranium orbiculatum (O. Pickard-Cambridge, 1882)
- pavučenka vztyčnohlavá Peponocranium praeceps Miller, 1943
- plachetnatka borovicová Piniphantes pinicola (Simon, 1884)
- plachetnatka vidlicová Pityohyphantes phrygianus (C. L. Koch, 1836)
- pavučenka karpatská Pocadicnemis carpatica (Chyzer, 1894)
- pavučenka sítinná Pocadicnemis juncea Locket & Millidge, 1953
- pavučenka smyčkovitá Pocadicnemis pumila (Blackwall, 1841)
- plachetnatka křížová Poeciloneta variegata (Blackwall, 1841)
- plachetnatka Cambridgeova Porrhomma cambridgei Merrett, 1994
- plachetnatka Campbellova Porrhomma campbelli F. O. Pickard-Cambridge, 1894
- plachetnatka bystřinná Porrhomma convexum (Westring, 1851)
- plachetnatka jeskynní Porrhomma egeria Simon, 1884
- plachetnatka trnonohá Porrhomma errans (Blackwall, 1841)
- plachetnatka dutinková Porrhomma microcavense Wunderlich, 1990
- plachetnatka drobnooká Porrhomma microphthalmum (O. Pickard-Cambridge, 1871)
- plachetnatka dlouhonohá Porrhomma microps (Roewer, 1931)
- plachetnatka tavolníková Porrhomma montanum Jackson, 1913
- plachetnatka temnostní Porrhomma myops Simon, 1884
- plachetnatka podkorní Porrhomma oblitum (O. Pickard-Cambridge, 1871)
- plachetnatka moravská Porrhomma omissum Miller, 1971
- plachetnatka roklinová Porrhomma pallidum Jackson, 1913
- plachetnatka hlubinná Porrhomma profundum M. Dahl, 1939
- plachetnatka tmavohnědá Porrhomma pygmaeum (Blackwall, 1834)
- plachetnatka Rosenhauerova Porrhomma rosenhaueri (L. Koch, 1872)
- pavučenka trnohřbetá Prinerigone vagans (Audouin, 1826)
- pavučenka Thalerova Pseudocarorita thaleri (Saaristo, 1971)
- pavučenka jeskynní Pseudomaro aenigmaticus Denis, 1966
- plachetnatka pětiúhlá Saaristoa abnormis (Blackwall, 1841)
- plachetnatka trojúhlá Saaristoa firma (O. Pickard-Cambridge, 1906)
- pavučenka buková Saloca diceros (O. Pickard-Cambridge, 1871)
- pavučenka Kulczyńského Saloca kulczynskii Miller & Kratochvíl, 1939
- pavučenka Brittenova Satilatlas britteni (Jackson, 1913)
- pavučenka lachtaní Savignia frontata Blackwall, 1833
- pavučenka žlutá Scotargus pilosus Simon, 1913
- pavučenka vrchovištní Semljicola faustus (O. Pickard-Cambridge, 1901)
- pavučenka mechová Silometopus elegans (O. Pickard-Cambridge, 1873)
- pavučenka Reussova Silometopus reussi (Thorell, 1871)
- pavučenka rohatá Sintula corniger (Blackwall, 1856)
- pavučenka ostnitá Sintula spiniger (Balogh, 1935)
- pavučenka srdíčková Sisicus apertus (Holm, 1939)
- plachetnatka smrčková Stemonyphantes conspersus (L. Koch, 1879)
- plachetnatka skvrnitá Stemonyphantes lineatus (Linnaeus, 1758)
- Styloctetor compar (Westring, 1861)
- pavučenka římská Styloctetor romanus (O. Pickard-Cambridge, 1873)
- plachetnatka útlá Syedra gracilis (Menge, 1869)
- plachetnatka mravenčí Syedra myrmicarum (Kulczyński, 1882)
- plachetnatka štětcovitá Tallusia experta (O. Pickard-Cambridge, 1871)
- pavučenka nevýrazná Tapinocyba affinis Lessert, 1907
- pavučenka vidlicová Tapinocyba biscissa (O. Pickard-Cambridge, 1873)
- pavučenka lesní Tapinocyba insecta (L. Koch, 1869)
- pavučenka detritová Tapinocyba pallens (O. Pickard-Cambridge, 1873)
- pavučenka nejmenší Tapinocyboides pygmaeus (Menge, 1869)
- plachetnatka dlouhozubá Tapinopa longidens (Wider, 1834)
- plachetnatka bažinná Taranucnus setosus (O. Pickard-Cambridge, 1863)
- plachetnatka zvonečková Tenuiphantes alacris (Blackwall, 1853)
- plachetnatka pozemní Tenuiphantes cristatus (Menge, 1866)
- plachetnatka žlutonohá Tenuiphantes flavipes (Blackwall, 1854)
- plachetnatka Mengeho Tenuiphantes mengei (Kulczyński, 1887)
- plachetnatka stinná Tenuiphantes tenebricola (Wider, 1834)
- plachetnatka kotvovitá Tenuiphantes tenuis (Blackwall, 1852)
- plachetnatka Zimmermannova Tenuiphantes zimmermanni (Bertkau, 1890)
- plachetnatka vraní Theonina cornix (Simon, 1881)
- plachetnatka Kratochvílova Theonina kratochvili Miller & Weiss, 1979
- pavučenka dvouhlavá Thyreosthenius biovatus (O. Pickard-Cambridge, 1875)
- pavučenka žlutavá Thyreosthenius parasiticus (Westring, 1851)
- pavučenka stěhovavá Tiso vagans (Blackwall, 1834)
- pavučenka dvoubarvá Tmeticus affinis (Blackwall, 1855)
- pavučenka červená Trematocephalus cristatus (Wider, 1834)
- pavučenka dlouhovlasá Trichoncoides piscator (Simon, 1884)
- pavučenka suchomilná Trichoncus affinis Kulczyński, 1894
- pavučenka ušatá Trichoncus auritus (L. Koch, 1869)
- pavučenka Hackmanova Trichoncus hackmani Millidge, 1955
- pavučenka Simonova Trichoncyboides simoni (Lessert, 1904)
- pavučenka sfingová  Trichopterna cito (O. Pickard-Cambridge, 1873)
- pavučenka Thorellova Trichopternoides thorelli (Westring, 1861)
- pavučenka zahradní Troxochrus scabriculus (Westring, 1851)
- pavučenka štěrbinková Typhochrestus digitatus (O. Pickard-Cambridge, 1873)
- pavučenka periskopická Walckenaeria acuminata Blackwall, 1833
- pavučenka lulková Walckenaeria alticeps (Denis, 1952)
- pavučenka dýmková Walckenaeria antica (Wider, 1834)
- pavučenka prosedlaná Walckenaeria atrotibialis (O. Pickard-Cambridge, 1878)
- pavučenka hlaváč Walckenaeria capito (Westring, 1861)
- pavučenka čepovitá Walckenaeria corniculans (O. Pickard-Cambridge, 1875)
- pavučenka velkonosá Walckenaeria cucullata (C. L. Koch, 1836)
- pavučenka zahrocená Walckenaeria cuspidata Blackwall, 1833
- pavučenka štíhlá Walckenaeria dysderoides (Wider, 1834)
- pavučenka vidlohlavá Walckenaeria furcillata (Menge, 1869)
- pavučenka Kochova Walckenaeria kochi (O. Pickard-Cambridge, 1873)
- pavučenka viklanovitá Walckenaeria mitrata (Menge, 1868)
- pavučenka chocholkovitá Walckenaeria monoceros (Wider, 1834)
- pavučenka sukovitá Walckenaeria nodosa O. Pickard-Cambridge, 1873
- pavučenka vlhkomilná Walckenaeria nudipalpis (Westring, 1851)
- pavučenka spirálová Walckenaeria obtusa Blackwall, 1836
- pavučenka dubová Walckenaeria simplex Chyzer, 1894
- pavučenka jednorohá Walckenaeria unicornis O. Pickard-Cambridge, 1861
- pavučenka jarní Walckenaeria vigilax (Blackwall, 1853)
- plachetnatka suťová Wubanoides uralensis lithodytes Schikora, 2004

#### Liocranidae
- zápředka zvonečková Agroeca brunnea (Blackwall, 1833)
- zápředka měděná Agroeca cuprea Menge, 1873
- zápředka teplomilná Agroeca lusatica (L. Koch, 1875)
- zápředka vřetenová Agroeca proxima (O. Pickard-Cambridge, 1871)
- zápředka hajní Apostenus fuscus Westring, 1851
- zápředka vlhkomilná Liocranoeca striata (Kulczyński, 1882)
- zápředka domácí Liocranum rupicola (Walckenaer, 1830)
- zápředka hnědá Sagana rutilans Thorell, 1875
- zápředka dvoupruhá Scotina celans (Blackwall, 1841)
- zápředka Palliardiho Scotina palliardii (L. Koch, 1881)

#### Loxoscelidae
- Loxosceles rufescens (Dufour, 1820)

#### Lycosidae
- slíďák dřevomilný Acantholycosa lignaria (Clerck, 1757)
- slíďák ostnonohý Acantholycosa norvegica (Thorell, 1872)
- Acantholycosa norvegica sudetica (L. Koch, 1875)
- slíďák borový Alopecosa aculeata (Clerck, 1757)
- slíďák tlustonohý Alopecosa cuneata (Clerck, 1757)
- slíďák slunomilný Alopecosa cursor (Hahn, 1831)
- slíďák vřesovištní Alopecosa fabrilis (Clerck, 1757)
- slíďák úhorní Alopecosa farinosa (Herman, 1879)
- slíďák pasekový Alopecosa inquilina (Clerck, 1757)
- slíďák tmavý Alopecosa pinetorum (Thorell, 1856)
- slíďák pískomilný Alopecosa psammophila Buchar, 2001
- slíďák šedý Alopecosa pulverulenta (Clerck, 1757)
- slíďák Schmidtův Alopecosa schmidti (Hahn, 1835)
- slíďák bradavčitý Alopecosa solitaria (Herman, 1879)
- slíďák suchopárový Alopecosa striatipes (C. L. Koch, 1839)
- slíďák Sulzerův Alopecosa sulzeri (Pavesi, 1873)
- slíďák lesní Alopecosa taeniata (C. L. Koch, 1835)
- slíďák křovinný Alopecosa trabalis (Clerck, 1757)
- slíďák vrchovištní Arctosa alpigena lamperti Dahl, 1908
- slíďák břehový Arctosa cinerea (Fabricius, 1777)
- slíďák suchomilný Arctosa figurata (Simon, 1876)
- slíďák levhartí Arctosa leopardus (Sundevall, 1833)
- slíďák lesostepní Arctosa lutetiana (Simon, 1876)
- slíďák skvrnitý Arctosa maculata (Hahn, 1822)
- slíďák písečný Arctosa perita (Latreille, 1799)
- slíďák černobílý Aulonia albimana (Walckenaer, 1805)
- slíďák tečkovaný Hygrolycosa rubrofasciata (Ohlert, 1865)
- slíďák tatarský Lycosa singoriensis (Laxmann, 1770)
- slíďák rolní Pardosa agrestis (Westring, 1861)
- slíďák příbřežní Pardosa agricola (Thorell, 1856)
- slíďák hájový Pardosa alacris (C. L. Koch, 1833)
- slíďák mokřadní Pardosa amentata (Clerck, 1757)
- slíďák dvoupruhý Pardosa bifasciata (C. L. Koch, 1834)
- slíďák smrčinový Pardosa ferruginea (L. Koch, 1870)
- slíďák zahradní Pardosa hortensis (Thorell, 1872)
- slíďák severský Pardosa hyperborea (Thorell, 1872)
- slíďák hajní Pardosa lugubris (Walckenaer, 1802)
- slíďák slaništní Pardosa maisa Hippa & Mannila, 1982
- slíďák ladní Pardosa monticola (Clerck, 1757)
- slíďák potoční Pardosa morosa (L. Koch, 1870)
- slíďák kouřový Pardosa nebulosa (Thorell, 1872)
- slíďák vřesový Pardosa nigriceps (Thorell, 1856)
- slíďák mokřinný Pardosa paludicola (Clerck, 1757)
- slíďák luční Pardosa palustris (Linnaeus, 1758)
- slíďák lužní Pardosa prativaga (L. Koch, 1870)
- slíďák menší Pardosa pullata (Clerck, 1757)
- slíďák řemínkový Pardosa riparia (C. L. Koch, 1833)
- slíďák chlumní Pardosa saltans Töpfer-Hofmann, 2000
- slíďák chladnomilný Pardosa saltuaria (L. Koch, 1870)
- slíďák bezpruhý Pardosa sordidata (Thorell, 1875)
- slíďák rašelinný Pardosa sphagnicola (Dahl, 1908)
- slíďák Waglerův Pardosa wagleri (Hahn, 1822)
- slíďák bažinný Pirata piraticus (Clerck, 1757)
- slíďák potápivý Pirata piscatorius (Clerck, 1757)
- slíďák bahenní Pirata tenuitarsis Simon, 1876
- slíďák vlhkomilný Piratula hygrophila (Thorell, 1872)
- slíďák pobřežní Piratula knorri (Scopoli, 1763)
- slíďák malý Piratula latitans (Blackwall, 1841)
- slíďák rašeliništní Piratula uliginosa (Thorell, 1856)
- slíďák dutinkový Trochosa robusta (Simon, 1876)
- slíďák drápkatý Trochosa ruricola (De Geer, 1778)
- slíďák štětinatý Trochosa spinipalpis (F. O. Pickard-Cambridge, 1895)
- slíďák zemní Trochosa terricola Thorell, 1856
- slíďák červenavý Xerolycosa miniata (C. L. Koch, 1834)
- slíďák světlinový Xerolycosa nemoralis (Westring, 1861)

#### Mimetidae
- ostník šestiskvrnný Ero aphana (Walckenaer, 1802)
- ostník Cambridgeův Ero cambridgei Kulczyński, 1911
- ostník pavoukožravý Ero furcata (Villers, 1789)
- ostník hrbolkový Ero tuberculata (De Geer, 1778)

#### Miturgidae
- zora náramková Zora armillata Simon, 1878
- zora pestrá Zora distincta Kulczyński, 1915
- zora pustinná Zora manicata Simon, 1878
- zora hajní Zora nemoralis (Blackwall, 1861)
- zora severská Zora parallela Simon, 1878
- zora pardálí Zora pardalis Simon, 1878
- zora lesní Zora silvestris Kulczyński, 1897
- zora obecná Zora spinimana (Sundevall, 1833)

#### Mysmenidae
- mysmena Jobova Microdipoena jobi (Kraus, 1967)
- mysmena horská Trogloneta granulum Simon, 1922

#### Nesticidae
- temnomil sklepní Nesticus cellulanus (Clerck, 1757)

#### Ochiroceratidae
- Theotima minutissima (Petrunkevitch, 1929)

#### Oonopidae
- Heteroonops spinimanus (Simon, 1892)
- vzokan domácí Tapinesthis inermis (Simon, 1882)
- vzokan skleníkový Triaeris stenaspis Simon, 1892

#### Oxyopidae
- paslíďák keřový Oxyopes ramosus (Martini & Goeze, 1778)

#### Philodromidae
- listovník skvrnitý Philodromus albidus Kulczyński, 1911
- listovník zlatolesklý Philodromus aureolus (Clerck, 1757)
- listovník Bucharův Philodromus buchari Kubcová, 2004
- Philodromus buxi Simon, 1884
- listovník obecný Philodromus cespitum (Walckenaer, 1802)
- listovník keřový Philodromus collinus C. L. Koch, 1835
- listovník rozličný Philodromus dispar Walckenaer, 1826
- listovník větvový Philodromus emarginatus (Schrank, 1803)
- listovník podkorní Philodromus fuscomarginatus (De Geer, 1778)
- listovník plochý Philodromus margaritatus (Clerck, 1757)
- listovník mramorovaný Philodromus marmoratus Kulczyński, 1891
- listovník záhadný Philodromus poecilus (Thorell, 1872)
- listovník vrásčitý Philodromus praedatus O. Pickard-Cambridge, 1871
- listovník rezavý Philodromus rufus Walckenaer, 1826
- listovník strakatý Rhysodromus histrio (Latreille, 1819)
- listovník písečný Thanatus arenarius L. Koch, 1872
- listovník stepní Thanatus atratus Simon, 1875
- listovník drnový Thanatus formicinus (Clerck, 1757)
- listovník vřesovištní Thanatus pictus L. Koch, 1881
- listovník lesostepní Thanatus sabulosus (Menge, 1875)
- listovník mokřadní Thanatus striatus C. L. Koch, 1845
- listovník holarktický Thanatus vulgaris Simon, 1870
- listovník trávový Tibellus macellus Simon, 1875
- listovník bažinný Tibellus maritimus (Menge, 1875)
- listovník štíhlý Tibellus oblongus (Walckenaer, 1802)

#### Pholcidae
- třesavka jižní Holocnemus pluchei (Scopoli, 1763)
- třesavka malinká Modisimus culicinus  (Simon, 1893)
- třesavka vysokohlavá Pholcus alticeps Spassky, 1932
- třesavka sekáčovitá Pholcus opilionoides (Schrank, 1781)
- třesavka velká Pholcus phalangioides (Fuesslin, 1775)
- Physocyclus globosus (Taczanowski, 1874)
- třesavka Simonova Psilochorus simoni (Berland, 1911)

#### Phrurolithidae
- brabenčík obecný Phrurolithus festivus (C. L. Koch, 1835)
- brabenčík lesní Phrurolithus minimus C. L. Koch, 1839
- brabenčík stepní Phrurolithus pullatus Kulczyński, 1897
- brabenčík Szilyho Phrurolithus szilyi Herman, 1879

#### Pisauridae
- lovčík vodní Dolomedes fimbriatus (Clerck, 1757)
- lovčík mokřadní Dolomedes plantarius (Clerck, 1757)
- lovčík hajní Pisaura mirabilis (Clerck, 1757)

#### Salticidae
- skákavka znamenaná Aelurillus v-insignitus (Clerck, 1757)
- skákavka dubová Afraflacilla epiblemoides (Chyzer, 1891)
- skákavka teplomilná Asianellus festivus (C. L. Koch, 1834)
- skákavka černovlasá Attulus atricapillus (Simon, 1882)
- skákavka bažinná Attulus caricis (Westring, 1861)
- skákavka šedá Attulus distinguendus (Simon, 1868)
- skákavka písčinná Attulus dzieduszyckii (L. Koch, 1870)
- skákavka pospolná Attulus floricola (C. L. Koch, 1837)
- skákavka dvoutečná Attulus penicillatus (Simon, 1875)
- skákavka okenní Attulus pubescens (Fabricius, 1775)
- skákavka skalní Attulus rupicola (C. L. Koch, 1837)
- skákavka pozemní Attulus saltator (O. Pickard-Cambridge, 1868)
- skákavka plotní Attulus terebratus (Clerck, 1757)
- skákavka Zimmermannova Attulus zimmermanni (Simon, 1877)
- skákavka nosatcová Ballus chalybeius (Walckenaer, 1802)
- skákavka dvoubarevná Carrhotus xanthogramma (Latreille, 1819)
- skákavka tmavá Chalcoscirtus brevicymbialis Wunderlich, 1980
- skákavka borová Dendryphantes hastatus (Clerck, 1757)
- skákavka totemová Dendryphantes rudis (Sundevall, 1833)
- skákavka bělovlasá Euophrys frontalis (Walckenaer, 1802)
- skákavka černá Evarcha arcuata (Clerck, 1757)
- skákavka obecná Evarcha falcata (Clerck, 1757)
- skákavka člunková Evarcha laetabunda (C. L. Koch, 1846)
- skákavka skleníková Hasarius adansoni (Audouin, 1826)
- skákavka bronzová Heliophanus aeneus (Hahn, 1832)
- skákavka zlatavá Heliophanus auratus C. L. Koch, 1835
- skákavka měděná Heliophanus cupreus (Walckenaer, 1802)
- skákavka rašelinná Heliophanus dampfi Schenkel, 1923
- skákavka lesklá Heliophanus dubius C. L. Koch, 1835
- skákavka žlutonohá Heliophanus flavipes (Hahn, 1832)
- skákavka linková Heliophanus lineiventris Simon, 1868
- skákavka kovová Heliophanus patagiatus Thorell, 1875
- skákavka pouzdřanská Heliophanus pouzdranensis Miller, 1958
- skákavka prostá Heliophanus simplex Simon, 1868
- skákavka mravencovitá Leptorchestes berolinensis (C. L. Koch, 1846)
- skákavka sosnová Macaroeris nidicolens (Walckenaer, 1802)
- skákavka velká Marpissa muscosa (Clerck, 1757)
- skákavka úzká Marpissa nivoyi (Lucas, 1846)
- skákavka sličná Marpissa pomatia (Walckenaer, 1802)
- skákavka rákosní Marpissa radiata (Grube, 1859)
- skákavka Canestriniho Mendoza canestrinii (Ninni, 1868)
- skákavka mravenčí Myrmarachne formicaria (De Geer, 1778)
- skákavka hladká Neon levis (Simon, 1871)
- skákavka nepatrná Neon rayi (Simon, 1875)
- skákavka mechová Neon reticulatus (Blackwall, 1853)
- skákavka mokřadní Neon valentulus Falconer, 1912
- skákavka listová Pellenes nigrociliatus (Simon, 1875)
- skákavka křížová Pellenes tripunctatus (Walckenaer, 1802)
- skákavka rudopásá Philaeus chrysops (Poda, 1761)
- skákavka úzkopásá Phlegra bresnieri (Lucas, 1846)
- skákavka šedopruhá Phlegra cinereofasciata (Simon, 1868)
- skákavka stužkovitá Phlegra fasciata (Hahn, 1826)
- skákavka kmenová Pseudeuophrys erratica (Walckenaer, 1826)
- skákavka zední Pseudeuophrys lanigera (Simon, 1871)
- skákavka stepní Pseudeuophrys obsoleta (Simon, 1868)
- skákavka podkorní Pseudicius encarpatus (Walckenaer, 1802)
- skákavka stromová Salticus cingulatus (Panzer, 1797)
- skákavka pruhovaná Salticus scenicus (Clerck, 1757)
- skákavka zebrovitá Salticus zebraneus (C. L. Koch, 1837)
- skákavka tlustonohá Sibianor aurocinctus (Ohlert, 1865)
- Sibianor larae Logunov, 2001
- skákavka skrovná Sibianor tantulus (Simon, 1868)
- skákavka masková Sittisax saxicola (C. L. Koch, 1846)
- skákavka protáhlá Synageles hilarulus (C. L. Koch, 1846)
- skákavka útlá Synageles subcingulatus (Simon, 1878)
- skákavka štíhlá Synageles venator (Lucas, 1836)
- skákavka ulitová Talavera aequipes (O. Pickard-Cambridge, 1871)
- skákavka drápkatá Talavera aperta (Miller, 1971)
- skákavka Millerova Talavera milleri (Brignoli, 1983)
- skákavka vrchovištní Talavera parvistyla Logunov & Kronestedt, 2003
- skákavka bělovousá Talavera petrensis (C. L. Koch, 1837)
- skákavka Thorellova Talavera thorelli (Kulczyński, 1891)
- skákavka písečná Yllenus arenarius Simon, 1868

#### Scytodidae
- lepovka jižní Scytodes thoracica (Latreille, 1802)

#### Segestriidae
- segestra skalní Segestria bavarica C. L. Koch, 1843
- segestra podkorní Segestria senoculata (Linnaeus, 1758)

#### Sparassidae
- maloočka smaragdová Micrommata virescens (Clerck, 1757)

#### Tetragnathidae
- meta temnostní Meta menardi (Latreille, 1804)
- meta Mengeho Metellina mengei (Blackwall, 1869)
- meta jeskynní Metellina merianae (Scopoli, 1763)
- meta podzimní Metellina segmentata (Clerck, 1757)
- čelistnatka obojživelná Pachygnatha clercki Sundevall, 1823
- čelistnatka mokřadní Pachygnatha degeeri Sundevall, 1830
- čelistnatka Listerova Pachygnatha listeri Sundevall, 1830
- čelistnatka keřová Tetragnatha dearmata Thorell, 1873
- čelistnatka rákosní Tetragnatha extensa (Linnaeus, 1758)
- čelistnatka perleťová Tetragnatha montana Simon, 1874
- čelistnatka tmavá Tetragnatha nigrita Lendl, 1886
- čelistnatka ptačí Tetragnatha obtusa C. L. Koch, 1837
- čelistnatka stromová Tetragnatha pinicola L. Koch, 1870
- čelistnatka šošonská Tetragnatha shoshone Levi, 1981
- čelistnatka rákosová Tetragnatha striata L. Koch, 1862

#### Theridiidae
- snovačka kuželová Achaeridion conigerum (Simon, 1914)
- snovačka stužkovitá Anelosimus vittatus (C. L. Koch, 1836)
- snovačka východní Asagena meridionalis Kulczyński, 1894
- snovačka zdobená Asagena phalerata (Panzer, 1801)
- snovačka floridská Coleosoma floridanum Banks, 1900
- snovačka tečkovaná Crustulina guttata (Wider, 1834)
- snovačka břehová Cryptachaea riparia (Blackwall, 1834)
- snovačka kalhotkatá Dipoena braccata (C. L. Koch, 1841)
- snovačka červenonohá Dipoena erythropus (Simon, 1881)
- snovačka černobřichá Dipoena melanogaster (C. L. Koch, 1837)
- snovačka černoskvrnná Dipoena nigroreticulata (Simon, 1880)
- snovačka vysokohlavá Dipoena torva (Thorell, 1875)
- snovačka moravská Enoplognatha bryjai Řezáč, 2016
- snovačka ostřicová Enoplognatha caricis (Fickert, 1876)
- snovačka luční Enoplognatha latimana Hippa & Oksala, 1982
- snovačka přímořská Enoplognatha mordax (Thorell, 1875)
- snovačka oválná Enoplognatha ovata (Clerck, 1757)
- snovačka pilovitá Enoplognatha serratosignata (L. Koch, 1879)
- snovačka zemní Enoplognatha thoracica (Hahn, 1833)
- snovačka hranatá Episinus angulatus (Blackwall, 1836)
- snovačka uťatá Episinus truncatus Latreille, 1809
- snovačka vykrojená Euryopis episinoides (Walckenaer, 1847)
- snovačka žlutoskvrnná Euryopis flavomaculata (C. L. Koch, 1836)
- snovačka světlá Euryopis laeta (Westring, 1861)
- snovačka pětitečná Euryopis quinqueguttata Thorell, 1875
- snovačka kroužkonohá Euryopis saukea Levi, 1951
- snovačka černostrakatá Heterotheridion nigrovariegatum (Simon, 1873)
- snovačka nádvorní Kochiura aulica (C. L. Koch, 1838)
- snovačka srdčitá Lasaeola coracina (C. L. Koch, 1837)
- snovačka sehnutá Lasaeola prona (Menge, 1868)
- snovačka mravencožravá Lasaeola tristis (Hahn, 1833)
- snovačka dvouskvrnná Neottiura bimaculata (Linnaeus, 1767)
- snovačka líbezná Neottiura suaveolens (Simon, 1880)
- snovačka rašeliništní Ohlertidion ohlerti (Thorell, 1870)
- snovačka doubravní Paidiscura pallens (Blackwall, 1834)
- snovačka hajní Parasteatoda lunata (Clerck, 1757)
- snovačka šálivá Parasteatoda simulans (Thorell, 1875)
- snovačka stolová Parasteatoda tabulata (Levi, 1980)
- snovačka skleníková Parasteatoda tepidariorum (C. L. Koch, 1841)
- snovačka vypouklá Pholcomma gibbum (Westring, 1851)
- snovačka nezdobená Phycosoma inornatum (O. Pickard-Cambridge, 1861)
- snovačka pečující Phylloneta impressa (L. Koch, 1881)
- snovačka smrčková Phylloneta sisyphia (Clerck, 1757)
- snovačka kropenatá Platnickina tincta (Walckenaer, 1802)
- snovačka polní Robertus arundineti (O. Pickard-Cambridge, 1871)
- snovačka lesní Robertus lividus (Blackwall, 1836)
- snovačka mechová Robertus neglectus (O. Pickard-Cambridge, 1871)
- snovačka skotská Robertus scoticus Jackson, 1914
- snovačka kmenová Robertus truncorum (L. Koch, 1872)
- snovačka drápkatá Robertus ungulatus Vogelsanger, 1944
- snovačka překrásná Rugathodes bellicosus (Simon, 1873)
- snovačka proměnlivá Rugathodes instabilis (O. Pickard-Cambridge, 1871)
- snovačka Blackwallova Sardinidion blackwalli (O. Pickard-Cambridge, 1871)
- snovačka vřesová Simitidion simile (C. L. Koch, 1836)
- snovačka běloskvrnná Steatoda albomaculata (De Geer, 1778)
- snovačka pokoutní Steatoda bipunctata (Linnaeus, 1758)
- snovačka kaštanová Steatoda castanea (Clerck, 1757)
- snovačka domácí Steatoda grossa (C. L. Koch, 1838)
- snovačka půdní Steatoda triangulosa (Walckenaer, 1802)
- snovačka nejmenší Theonoe minutissima (O. Pickard-Cambridge, 1879)
- snovačka skalní Theridion betteni Wiehle, 1960
- snovačka Bösenbergova Theridion boesenbergi Strand, 1904
- snovačka popelavá Theridion cinereum Thorell, 1875
- snovačka pobřežní Theridion hemerobium Simon, 1914
- snovačka skálová Theridion melanurum Hahn, 1831
- snovačka stromová Theridion mystaceum L. Koch, 1870
- snovačka malovaná Theridion pictum (Walckenaer, 1802)
- snovačka borová Theridion pinastri L. Koch, 1872
- snovačka keřová Theridion varians Hahn, 1833

#### Theridiosomatidae
- křižáček pobřežní Theridiosoma gemmosum (L. Koch, 1877)

#### Thomisidae
- běžník velký Bassaniodes robustus (Hahn, 1832)
- běžník plochý Coriarachne depressa (C. L. Koch, 1837)
- běžník Blackwallův Cozyptila blackwalli (Simon, 1875)
- běžník zelený Diaea dorsata (Fabricius, 1777)
- běžník dubový Diaea livens Simon, 1876
- běžník listový Ebrechtella tricuspidata (Fabricius, 1775)
- běžník trávový Heriaeus graminicola (Doleschall, 1852)
- běžník Melloteeův Heriaeus melloteei Simon, 1886
- běžník smaragdový Heriaeus oblongus Simon, 1918
- běžník kopretinový Misumena vatia (Clerck, 1757)
- běžník suchopárový Ozyptila atomaria (Panzer, 1801)
- běžník bažinný Ozyptila brevipes (Hahn, 1826)
- běžník stepní Ozyptila claveata (Walckenaer, 1837)
- běžník lužní Ozyptila praticola (C. L. Koch, 1837)
- běžník tmavý Ozyptila pullata (Thorell, 1875)
- běžník drnový Ozyptila rauda Simon, 1875
- běžník hlínový Ozyptila scabricula (Westring, 1851)
- běžník prostý Ozyptila simplex (O. Pickard-Cambridge, 1862)
- běžník vlhkomilný Ozyptila trux (Blackwall, 1846)
- běžník lichoběžníkovitý Pistius truncatus (Pallas, 1772)
- běžník lesostepní Psammitis ninnii (Thorell, 1872)
- běžník pestrý Psammitis sabulosus (Hahn, 1832)
- běžník vřesovištní Spiracme striatipes (L. Koch, 1870)
- běžník skvostný Synema globosum (Fabricius, 1775)
- běžník květomilný Thomisus onustus Walckenaer, 1805
- běžník větvový Tmarus piger (Walckenaer, 1802)
- běžník člunkový Tmarus stellio Simon, 1875
- běžník hnědý Xysticus acerbus Thorell, 1872
- běžník keřový Xysticus audax (Schrank, 1803)
- běžník dvoupruhý Xysticus bifasciatus C. L. Koch, 1837
- běžník obecný Xysticus cristatus (Clerck, 1757)
- běžník pocestný Xysticus erraticus (Blackwall, 1834)
- běžník dlouhoostný Xysticus ferrugineus Menge, 1876
- běžník smrkový Xysticus gallicus Simon, 1875
- běžník Kempelenův Xysticus kempeleni Thorell, 1872
- běžník Kochův Xysticus kochi Thorell, 1872
- běžník poutavý Xysticus lanio C. L. Koch, 1835
- běžník bylinný Xysticus lineatus (Westring, 1851)
- běžník doubravní Xysticus luctator L. Koch, 1870
- běžník lesní Xysticus luctuosus (Blackwall, 1836)
- Xysticus marmoratus Thorell, 1875
- běžník horský Xysticus obscurus Collett, 1877
- běžník mokřadní Xysticus ulmi (Hahn, 1831)

#### Titanoecidae
- teplomil písečný Titanoeca psammophila Wunderlich, 1993
- teplomil čtyřskvrnný Titanoeca quadriguttata (Hahn, 1833)
- teplomil Schinerův Titanoeca schineri L. Koch, 1872
- Titanoeca spominima (Taczanowski, 1866)
- teplomil skalní Titanoeca tristis L. Koch, 1872

#### Trachelidae
- hlavoun širohlavý Cetonana laticeps (Canestrini, 1868)

#### Uloboridae
- pakřižák smrkový Hyptiotes paradoxus (C. L. Koch, 1834)
- pakřižák chluponohý Uloborus plumipes Lucas, 1846
- pakřižák Walckenaerův Uloborus walckenaerius Latreille, 1806

#### Zodariidae
- mravčík obecný Zodarion germanicum (C. L. Koch, 1837)
- mravčík italský Zodarion italicum (Canestrini, 1868)
- mravčík ohridský Zodarion ohridense Wunderlich, 1973
- mravčík skalní Zodarion rubidum Simon, 1914